# Domenico Bartolomei
Domenico Bartolomei (ur. 21 marca 1878 w Sassocorvaro, zm. 13 czerwca 1938) – włoski duchowny, Sługa Boży Kościoła katolickiego, Prałat honorowy Jego Świątobliwości, znany jako Don Domenico.

## Życiorys
Wychowywał się bardzo religijnej rodzinie. Pochodził z rodu Bartolomei. Po ukończeniu liceum wstąpił do seminarium duchownego w Urbania. Święcenia kapłańskie otrzymał w roku 1900. Swoją pierwszą Mszę św. odprawił 25 września 1900 roku. Podjął studia na Papieskim Kolegium Leonianum w Rzymie w zakresie prawa kanonicznego oraz cywilnego. Po powrocie do rodzinnego miasta pełnił wiele ważnych funkcji. Został mianowany m.in. wikariuszem generalnym, wikariuszem kapitulnym oraz wykładowcą w tamtejszym seminarium duchownym. Biegły w matematyce, znał prawie wszystkie języki europejskie oraz kilka z rodziny języków semickich. Założył w diecezji Akcję Katolicką. Troszczył się o edukację młodzieży oraz powołania kapłańskie. Jego życie duchowe charakteryzowało szczególne nabożeństwo do Najświętszego Sakramentu. Nie stronił od licznych umartwień i postów. Odznaczał się szczególną miłością chrześcijańską wobec ubogich, którym niejednokrotnie potrafił oddawać własne ubrania. Po długiej i ciężkiej chorobie – którą sam uważał jako formę opatrznościowego oczyszczenia duszy – zmarł w szpitalu w Sassocorvaro 13 czerwca 1938 roku w opinii świętości. Obecnie trwa jego proces beatyfikacyjny.